# Daniel Tompkins
Daniel Decius Tompkins (Scarsdale, Westchester County, 21 juni 1774 - Tompkinsville, 11 juni 1825) was een Amerikaans politicus en vicepresident.
Tompkins studeerde in 1795 af aan het Columbia College in de stad New York. Hij had rechten gestudeerd. In 1797 werd hij advocaat en begon een praktijk in New York. Hij was een afgevaardigde naar de Conventie die de grondwet van de staat New York in 1801 vaststelde. Ook werd hij 1804 gekozen in de wetgevende vergadering van de staat New York. In datzelfde jaar stelde hij zich verkiesbaar voor het Amerikaanse Congres. Hij werd gekozen, maar trok zich nog voor zijn benoeming terug om benoemd te worden als rechter in het hooggerechtshof van de staat New York. In deze functie diende hij van 1804 tot 1807.
Tompkins was gouverneur van zijn thuisstaat New York van 1807 tot 1817. In deze functie bevorderde hij het onderwijs. Tijdens de Oorlog van 1812 tegen Groot-Brittannië was hij verantwoordelijk voor de verdediging van de staat. Toen er geen geld genoeg was om militaire expedities behoorlijk uit te rusten, legde gouverneur Tompkins het tekort bij, met zijn eigendommen als onderpand. Na de oorlog betaalde noch de staat noch het leger hun schulden terug. Daardoor namen schuldeisers Tompkins' persoonlijk fortuin in beslag. Dit duurde tot 1824 toen het parlement eindelijk besloot om Tompkins te vergoeden.
Kort voor zijn vertrek naar Washington in 1817 diende gouverneur Tompkins een wet in, die tien jaar later de slavernij grotendeels zou afschaffen. De vóór 4 juli 1799 geboren slaven zouden vrij worden op 4 juli 1827, terwijl hun kinderen op de leeftijd van 28 jaar (man) of 25 jaar (vrouw) hun vrijheid zouden krijgen. Op 17 maart 1817, enkele weken na het afscheid van Tompkins, nam het parlement van New York de wet aan.
Van 1817 tot 1825 was Tompkins vicepresident onder president James Monroe. De financiële zorgen eisten echter een zware tol: de vicepresident verviel in alcoholisme en zat de Senaat soms dronken voor. In april 1820 stelde hij zich als zittend vicepresident opnieuw kandidaat voor het gouverneurschap van New York. Hij verloor echter met een verschil van ongeveer tweeduizend stemmen van zittend gouverneur DeWitt Clinton.
Tompkins stierf enkele maanden na het einde van zijn ambtstermijn op 50-jarige leeftijd.
Adams ·
Jefferson ·
Burr ·
Clinton ·
Gerry ·
Tompkins ·
Calhoun ·
Van Buren ·
R.M. Johnson ·
Tyler ·
Dallas ·
Fillmore ·
King ·
Breckinridge ·
Hamlin ·
A. Johnson ·
Colfax ·
Wilson ·
Wheeler ·
Arthur ·
Hendricks ·
Morton ·
Stevenson ·
Hobart ·
Roosevelt ·
Fairbanks ·
Sherman ·
Marshall ·
Coolidge ·
Dawes ·
Curtis ·
Garner ·
Wallace ·
Truman ·
Barkley ·
Nixon ·
L.B. Johnson ·
Humphrey ·
Agnew ·
Ford ·
Rockefeller ·
Mondale ·
Bush ·
Quayle ·
Gore ·
Cheney ·
Biden ·
Pence ·
Harris ·
Vance
- Gemeinsame Normdatei: 108030469X
- International Standard Name Identifier: 0000 0000 2554 7943
- Library of Congress Control Number: n85185584
- National Archives and Records Administration: 10569027
- SNAC: w61656gv
- Biographical Directory of the United States Congress: T000306
- Virtual International Authority File: 67905912
- WorldCat: E39PBJr3vXwWCpQqBVFw46txjC